# Revolução Quirguiz de 2010

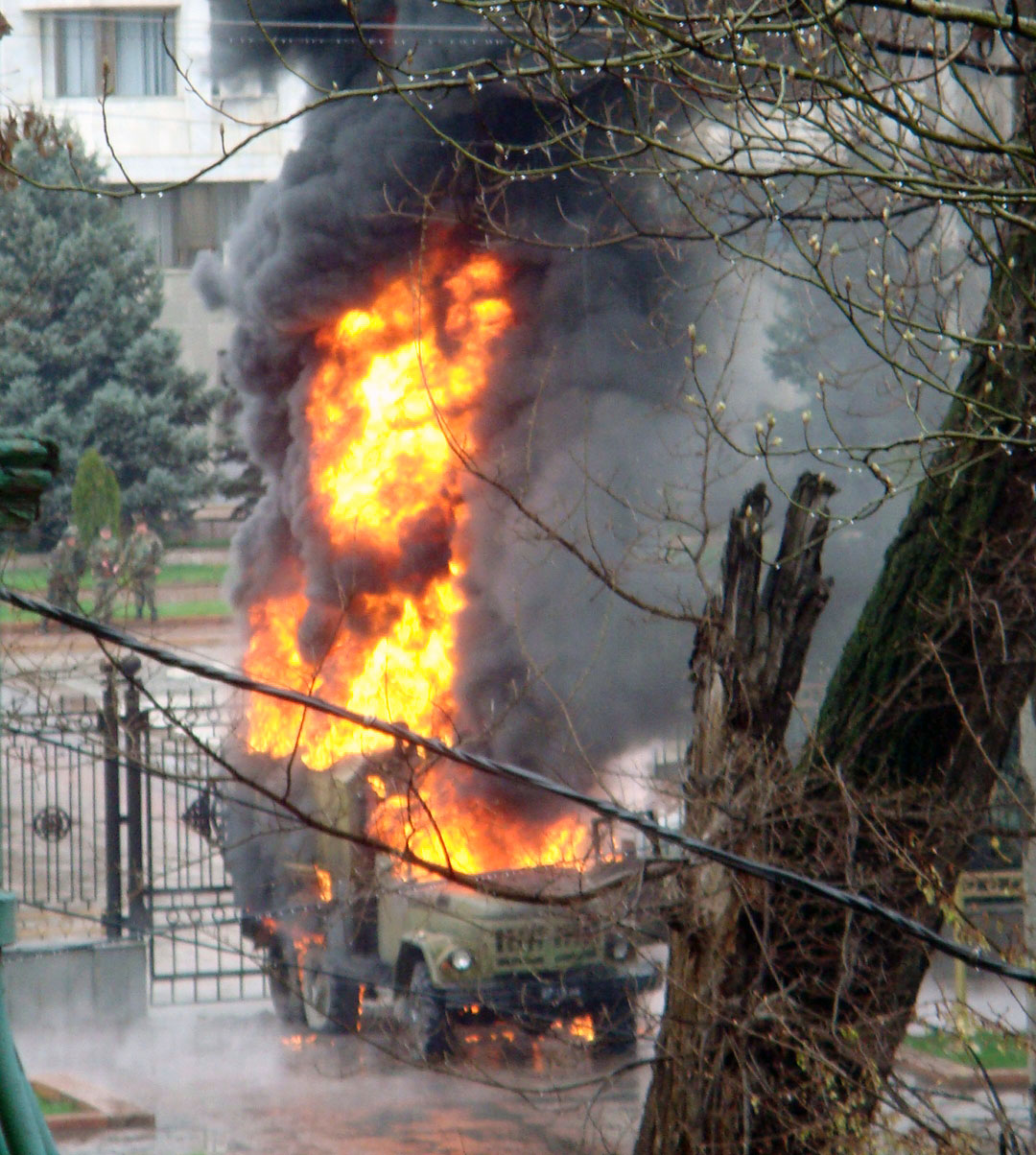
Carro militar incendiado por civis em Bisqueque.

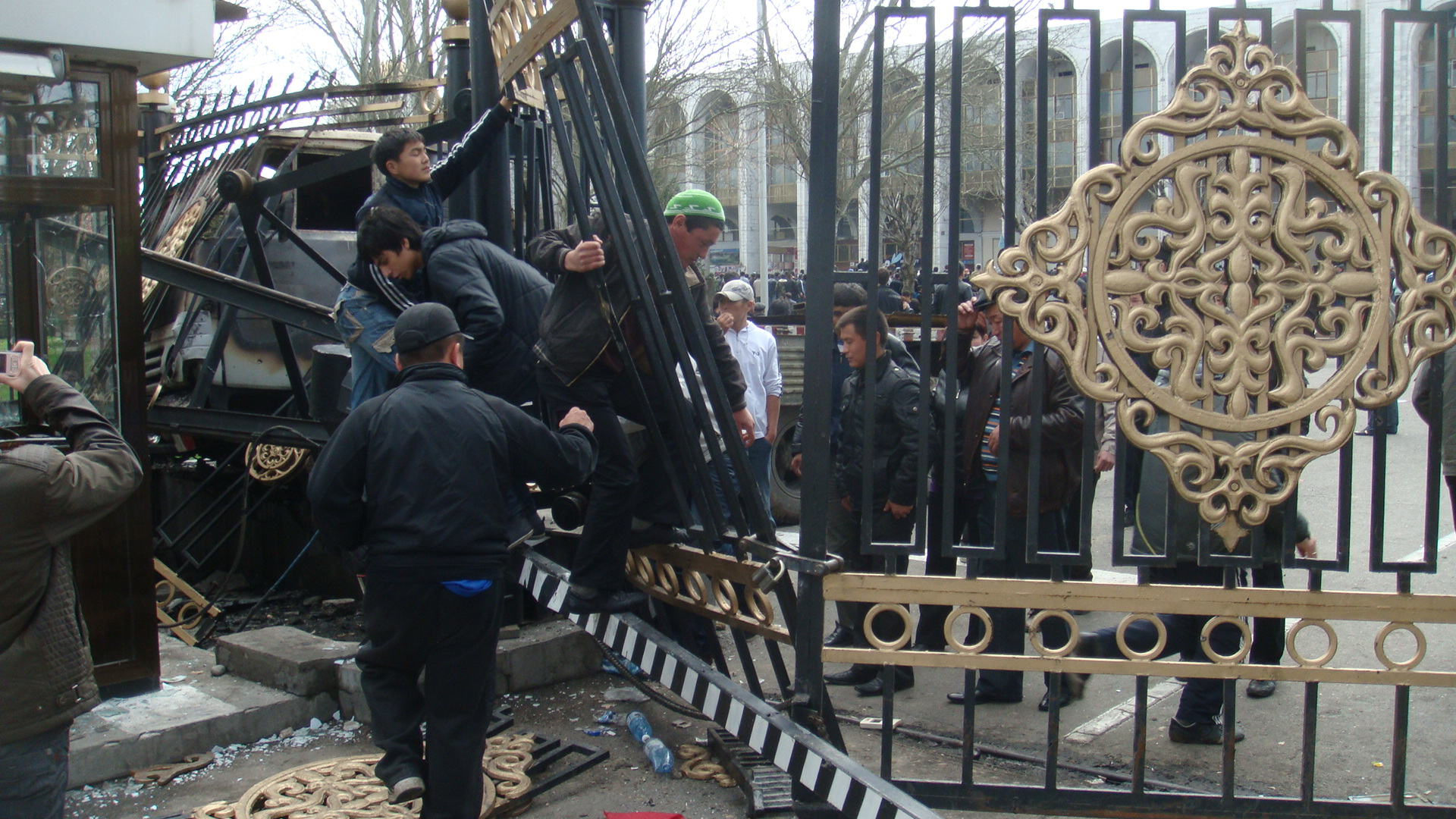
Manifestantes em invasão à Casa Branca.

A Revolução Quirguiz de 2010, também conhecida como Segunda Revolução do Quirguistão, constituiu um conjunto de manifestações públicas que provocaram a queda do governo do Quirguistão em 7 de abril de 2010. Os revoltosos dirigiram seus ataques contra o presidente Kurmanbek Bakiyev, que declarou estado de emergência no norte do país e na capital, Bisqueque, antes de fugir para Jalal-Abad. Bakiyev, deposto, se recusou a renunciar ao cargo nos primeiros dias após o levante. No entanto, a oposição passou a controlar as principais instituições do país em 8 de abril.
Além dos confrontos na capital, que resultaram em cerca de 40 mortes, houve revoltas também no interior do país. No dia 8, o número foi atualizado para ao menos 75 mortos e 400 feridos, segundo dados oficiais.
As manifestações começaram em Talas, no noroeste do Quirguistão, em 6 de abril. A população do país se levantou contra um aumentos de preços dos serviços públicos ordenado pelo governo, o autoritarismo de Bakiyev e a corrupção desenfreada no país. Na noite de 7 de abril, os políticos de oposição se articularam para instituir um golpe de estado, com a nomeação de um novo governo provisório, chefiado por Roza Otunbayeva. O ex-presidente abrigou-se na Bielorrússia no final de abril, convidado pelo chefe de estado do país, Aleksandr Lukashenka.
Bakiyev havia tomado o poder num golpe de estado violento em 2005, conhecido como Revolução das Tulipas.
Em 10 junho de 2010, surgiu uma nova onda de violência  no sul do país; em apenas um fim de semana, o vizinho Uzbequistão contabilizou a entrada de 75 mil refugiados, especialmente de idosos, mulheres e crianças. Os conflitos tiveram natureza étnica, com a disputa entre quirguizes e usbeques no Vale do Fergana. O governo interino quirguiz acusou o ex-presidente Bakiyev e seus assessores de terem incentivado o conflito na região. O objetivo seria fragilizar a minoria usbeque, que apoiou o golpe de estado; e fortalecer a imagem de Bakiyev, que tem maior apoio no sul do Quirguistão. Pelo menos 150 pessoas foram mortas por grupos armados.